# Cité du Général-Négrier
La cité du Général-Négrier est une voie située dans le quartier du Gros-Caillou du 7e arrondissement de Paris.

## Situation et accès
Cette voie relie la rue de Grenelle à la rue Ernest-Psichari dont elle constitue le début.
La cité du Général-Négrier est desservie par la ligne 8 à la station La Tour-Maubourg.

## Origine du nom
La voie porte le nom du général français François de Négrier (1788-1848) tué lors des journées de Juin 1848 à Paris.

## Bâtiments remarquables et lieux de mémoire
- Un bâtiment de l'architecte Eugène Hénard[2].